# Челбас (хутор)
Челбас — хутор в Тихорецком районе Краснодарского края России. Входит в состав Хопёрского сельского поселения.

## Население
| 2002 | 2010 |
| ---- | ---- |
| 118  | ↘112 |

## Улицы
- ул. Весёлая,
- ул. Энгельса[4].